# Argozelo
Argozelo ist eine Gemeinde (Freguesia) im portugiesischen Kreis Vimioso. In ihr leben 560 Einwohner (Stand 19. April 2021).